# 선호 기반 차별
선호 기반 차별은 노동시장 차별의 경제적 모델로, 금지된 근거에 뿌리를 둔 조직문화에 대한 고용주의 편견이나 혐오가 소수자 고용에 부정적인 결과를 초래할 수 있다. 이 모델은 더 나아가 고용주가 지원자의 생산성에 관계없이 소수 지원자와 상호 작용을 피하기 위해 차별하고, 고용주는 그렇게 하기 위해 재정적 불이익을 기꺼이 지불할 것이라고 가정한다. 노동 시장 차별에 대한 두 가지 주요 이론적 설명 중 하나이며 다른 하나는 통계적 차별이다. 선호 기반 모델은 또한 특정 그룹의 직원에 대한 고용주의 선호도가 더 생산적인 직원에 대한 선호와 관련이 없다고 가정한다. 이 모델에 따르면 차별을 받는 집단의 구성원은 다른 직원과 동일한 임금을 위해 더 열심히 일하거나 같은 일에 대해 더 낮은 임금을 받아들여야 할 수 있다. 선호 기반 차별은 고용주, 고객 또는 동료의 입장에서 관찰될 수 있다. 고용주의 "차별선호"의 경우, 고용주는 비금전적 비용을 피하는 것을 목표로 하며 종종 자신의 선호도에 따라 그렇게 한다. 동료와 고객의 경우 고용주가 고용 과정에서 고려하는 특정 그룹에 속한 사람들과 상호 작용하기를 원하지 않을 수 있다.